# (9453) Мальорка
(9453) Мальорка (исп. Mallorca) — астероид из группы главного пояса, который был открыт 19 марта 1998 года испанскими астрономами Анхелем Лопесом и Рафаэлем Пачеко в обсерватории Мальорка и назван в честь одноимённого острова Мальорка.

Орбита астероида Климена и его положение в Солнечной системе